# Fusillés du Kremlin-Bicêtre
Les fusillés du Kremlin-Bicêtre sont quatre Résistants français de la Seconde Guerre mondiale morts pour la France, exécutés à Suresnes le  5 avril 1944.

## Histoire
Quatre jeunes gens de 18 à 22 ans, résidant au Kremlin-Bicêtre :
- Lucien Roland Bailon, né le 12 octobre 1923 au Kremlin-Bicêtre, peintre en bâtiment, employé à l'Assistance publique ;
- André Clotaire Brier, né le 15 novembre 1921 au Kremlin-Bicêtre, employé à l'Assistance publique ;
- Léonard Brugnaud, né le 28 février 1922 à Montceau-les-Mines, employé à l'Assistance publique ;
- André Lamarre, né le 27 février 1926 à Paris, mécanicien.

Ils rallient la Résistance. Communistes ou sympathisants, ils adhèrent au mouvement des Francs-tireurs et partisans (FTP). Soldats du groupement tactique Alsace-Lorraine de la région sud de la 5e division, ils effectuent dans la clandestinité des transferts d'armes, des sabotages et des collectes de fonds.
Arrêtés sur dénonciation à Paris le 26 mars 1944, ils sont emprisonnés et interrogés à la prison de Fresnes. Ayant été trouvés porteurs d'armes, ils sont condamnés à mort et fusillés au fort du Mont-Valérien, en même temps que six autres Résistants.
D'abord inhumés au carré des fusillés du cimetière parisien d'Ivry, les corps ont été transférés après la Libération au Kremlin-Bicêtre où ils ont été exposés à la mairie et portés au cimetière de la ville, accompagnés par la population.

## Mémoriaux
- Noms gravés sur le mémorial de la France combattante au Mont Valérien.
- Noms gravés sur le monument aux morts de l'hôpital du Kremlin-Bicêtre, pour les trois employés de l'Assistance publique.
- Rue des fusillés au Kremlin-Bicêtre.
- Plaque commémorative à l'angle des rues Edmond Michelet et Carnot au Kremlin-Bicêtre.

## Sources
- Les quatre fusillés du Kremlin-Bicêtre, documentaire d'histoire, 52 min, réalisateur : David Unger, auteur ; Caroline Bray, 2010
- Mémoire des hommes, base de données sur les morts pour la France
- Archives municipales, Le Kremlin-Bicêtre
- "Léonard Brugnaud, un jeune Monticellien fusillé au Mont Valérien en 1944", Gérard Soufflet, in Revue périodique de la Physiophilie, volume 85, no 152, p. 4-11, Montceau-les-Mines, 2010  (ISSN 0766-6314)